# Lucile Négel
Œuvres principales
- Ilve la blonde
- Méga

Lucile Négel, née le 21 juin 1946 à Paris (14e) et morte le 30 novembre 2006 à Perpignan, est une écrivaine, anthologiste et éditrice française.

## Biographie
Historienne de formation, spécialiste de la Russie, Lucile Négel commence à publier de la fiction relativement tardivement, à partir de 1989. Son premier roman, Ilve la blonde, s'inspire de ses travaux. 
Sur fond d'événements réels -- les premiers temps de l'histoire russe --, mais s'inspirant des grands fantastiqueurs russes comme Pouchkine quant à l'ambiance, elle narre l'épopée tragique d'une reine imaginaire subjuguant les peuples.
Après avoir essentiellement vécu à Paris, elle s'installe dans le Sud-Ouest de la France, dont est originaire sa famille, et ouvre la librairie Mille Pages à Narbonne, qu'elle tient jusqu'au milieu des années 1990, après quoi elle rejoint Saint-Paul-de-Fenouillet où elle fonde en février 1998 les éditions de l'Agly qu'elle anime jusqu'à fin 2003. Elle y dirige notamment la revue Martobre et renoue avec son intérêt pour la littérature russe d'anticipation en traduisant et éditant une pièce de Mikhaïl Boulgakov et deux romans de Dimitri Merejkovski. Martobre survit aux éditions de l'Agly et un ultime numéro paraît au début de l'année 2006, après quoi l'état de santé de Lucile Négel, malade depuis plusieurs années, décline et elle décède en novembre de la même année.

## Œuvres

### Romans
- Ilve la blonde (La Clef d'argent, 1990  (ISBN 9782908254020); rééd. L’Agly, 1998  (ISBN 9782913025011), 2002  (ISBN 9782913025394)[1]; rééd. La Clef d'argent, 2021  (ISBN 9791090662629)).
- Méga (L’Agly, 1999  (ISBN 9782913025141)).
- Montcinabre (inédit, manuscrit réputé perdu).

### Recueils
- Tanat (L’Agly, 1998  (ISBN 9782913025073)).
- Labyrinthes suivi de Miroirs (L’Agly, 1998  (ISBN 9782913025028)).
- Byzantines (L’Agly, 2003  (ISBN 9782913025448)).

### Directions d'ouvrages
- Martobre, revue trimestrielle de littérature (L’Agly, 1999-2005  (ISSN 1292-7120)).
- Mikhaïl Boulgakov, Ivan Vassiliévitch (L’Agly, 1998  (ISBN 9782913025035)).
- Dimitri Merejkovski, La Mort des dieux (L’Agly, 1999  (ISBN 9782913025158)).
- Dimitri Merejkovski, La Naissance des dieux (L’Agly, 2001  (ISBN 9782913025240)).